# Saur (Familienname)
Saur ist ein deutscher Familienname.

## Namensträger
- Abraham Saur (1545–1593), deutscher Jurist, Historiker und Schriftsteller
- Anna Saur (1868–1940), deutsche Landschafts- und Porträtmalerin
- Anton Saur (1913–1991), deutscher Politiker
- Danny Saur (* 1965), deutsche Malerin und Produzentin
- Edwin Saur (1847–1890), badischer Oberamtmann
- Franz Ignaz Saur, Zeichner, insbesondere Veduten- und Ornamentzeichner
- Greta Saur (Greta Sauer; 1909–2000), deutsche Malerin
- Hans Michael Saur (1692–1745), deutscher Maler
- Joachim Saur (* 1966), deutscher Geophysiker, Weltraumforscher und Hochschullehrer
- Joseph Saur (1908–2012), sakraler Maler, Bildhauer und Holzschnitzer im Elsaß, Gemeinde Oberhergheim
- Karl Saur (Bauingenieur) (um 1901–1978), deutscher Bauingenieur und Politiker
- Karl-Otto Saur (Rüstungsmanager) (1902–1966), deutscher Ingenieur und Politiker (NSDAP)
- Karl-Otto Saur (Journalist) (* 1944), deutscher Publizist
- Klaus Saur (Geistlicher) (1940–2014), deutscher neuapostolischer Geistlicher
- Klaus G. Saur (* 1941), deutscher Verleger
- Markus Saur (* 1974), deutscher evangelischer Theologe
- Michael Saur (* 1967), deutscher Schriftsteller
- Otto von Saur (1876–1954), deutscher Generalleutnant